# Peter Cameron
Peter Jephson Cameron (Toowoomba, 23 de janeiro de 1947) é um matemático australiano.
Foi palestrante convidado do Congresso Internacional de Matemáticos em Quioto (1990: Infinite permutation groups in enumeration and model theory). Recebeu a Medalha Euler de 2003 e o Prêmio Whitehead Sênior de 2017.

## Obras
- com J H van Lint: Graph Theory, Coding Theory and Block Designs (1975)
- Parallelisms of Complete Designs (1976)[2]
- Oligomorphic Permutation Groups (1990)
- com J H van Lint: Designs, Graphs, Codes and their Links (1991)
- Combinatorics: Topics, Techniques, Algorithms (1994)
- Sets, Logic and Categories (1999)
- Permutation Groups (1999)
- Introduction to Algebra (first edition) (1998)
- Introduction to Algebra (second edition) (2008)